# بنج تن شهيد
بنج‌ تن شهيد هي قرية في مقاطعة نقدة، إيران. عدد سكان هذه القرية هو 176 في سنة 2006.